# Люди, пов'язані із Сокирянським районом

## А
- Александров Юрій Михайлович - музикант, педагог, художній керівник і диригент духового оркестру Сокирянської дитячої музичної школи. Народився 19 листопада 1942 року в селі Савино Володимирської області в Росії. У 1969 році закінчив Чернівецьке музичне училище і відтоді працював викладачем Сокирянської дитячої музичної школи.[1]
- Антонік Микола Пантелейович- учасник параду Перемоги у Москві на Красній площі 24 червня 1945 року. Народився 1922 року на Житомирщині. У 1953 році приїхав на Сокирянщину. Працював секретарем партійної організації колгоспу у селі Сербичани Сокирянського району, впродовж 1959-1978 рр. - головою колгоспу ім. Леніна. Нагороджений орденом Червоної Зірки, медаллю "За взяття Кенігсбергу", а також орденами Леніна (1973) та "Знак Пошани".
- Афанасьєв-Чужбинський Олександр Степанович - Український і російський письменник, історик, мовознавець, етнограф. Народився 28.ІІ.(11.ІІІ) 1816 року і селі Ісківці, тепер Лубенського району Полтавської області. Був у Сокирянах, селах Непоротове, Ломачинці... про що йдеться у його праці "Нариси Дністра", яку переклав українською мовою Богдан Мельничук.

## Б
- Бабинський Микола олександрович — журналіст, фотопубліцист. Працює фотокореспондентом Сокирянської районної газети. Народився 22 травня 1959 року в селі Новоолексіївка. Його фото увійшли до книг Юхима Гусара, Михайла Мафтуляка, Олександра Чорного, а також до художньо-публіцистичного видання "Світять "Дністрові зорі".
- Багрійчук (Гончар) Інна Михайлівна — поетеса, публіцист, педагог. Член НСЖУ. Редактор газети міста Новодністровськ. Народилася 27 січня 1969 року в селі Коболчин. Закінчила Кам'янець-Подільський педінститут. Автор поетичної збірки "За пензлем дивовижного Митця"... Лауреат літературно-мистецької премії імені Ольги Кобилянської.
- Бельський Костянтин Францович - новатор сільськогосподарського виробництва. Народився в селі Требісауци, нині Республіка Молдова (1924-1977). Працював у Криму і Пермській області, у 1951-1958 рр. трактористом і комбайнером Романковецької МТС, з 1958 р. до кінця життя - комбайнером колгоспу у с.Романківці. Удостоєний звання Героя Соціалістичної Праці, нагороджений орденом Леніна, двома орденами Трудового Червоного Прапора, медалями.
- Богач Георге — Румунський літературознавець, фольклорист, кандидат філологічних наук, професор. Учасник ВВв. Член Спілки письменників Молдови. Народився 20 квітня 1915 року в селі Василівка. Навчався у Хотинському і Б'лградському ліцеях, Ясському університеті. Працював науковим співробітником в АН Молдови. Помер 28 листопада 1991

р. у. Москві, похований у Кишиневі.
- Боднар Іван Микитович - кавалер ордена Леніна. Народився 1931 р. в с. Селище, нині Сокирянського району. Служив у Збройних Силах СРСР. Закінчив Ставчанське професійно-технічне училище, Хотинський сільськогосподарський технікум. Працював помічником бригадира, а відтак 10 років бригадиром тракторної бригади місцевого колгоспу ім. Жовтневої революції. Очолював профспілковий комітет колгоспу, працював заступником директора радгоспу.
- Боднар Катерина Филимонівна — бібліотекар. Заслужений працівник культури України. Народилася 7 грудня 1932 року в селі Непоротове. Закінчила Чернівецький культосвітній технікум, Київський університет культури. Працювала у бібліотечній системі у Сокирянах, Чернівцях, Кіцмані, Вижниці, заступником директора Чернівецької обласної універсальної наукової бібліотеки імені Михайла Івасюка.
- Бондар Олексій Станіславович - поет, публіцист, нарисовець. Член НСЖУ. Народився 27 червня 1941 р. у с. Бриєни Арцизського району Одеської області, проживав у селі Волиця Хмельницької області. Закінчив Кам'янець-Подільський педінститут. З 1967 р. у Сокирянській газеті "Дністрові зорі", де пройшов всі ступені до редактора. Почесний громадянин м. Сокиряни. Автор збірок "Нев'януча весна" і "...Вас всіх ніжно любив". Помер 18 лютого 2005 року.
- Босак Василь Михайлович — учитель-історик. Краєзнавець. Народився 9 листопада 1933 року в селі Романківці. Закінчив історичний факультет Чернівецького державного університету. Працював у школах сіл Непоротове, Вашківці, Романківці. Видав книгу "Романківці: на історичних перехрестях".
- Брижак Петро Михайлович — державний службовець. Науковець. Викладач. Громадсько-політичний діяч. Народився у селі Коболчин Сокирянського району. Закінчив геофак Чернівецького держуніверситету. Вчителював, працював на посаді молодшого на кафедрі економічної географії ЧНУ, очолював відділ економіки природокористування, відділ туризму, управління культури і туризму Чернівецької ОДА, працював головою Сокирянської райдержадміністрації. Нині — голова Сторожинецької районної ради.
- Брижатий Анатолій Дементійович — публіцист. Член НСЖУ. Народився 6 січня 1936 року в с. Піщана Балтського району Одеської області. Закінчив факультет журналістики Львівського держуніверситету імені Івана Франка. Працював заступником редактора Сокирянської райгазети "Дністрові зорі". Тривалий час був редактором Новоселицької газети "Ленінським шляхом", згодом - "Слово правди".
- Брозинський Михайло Федорович — поет, прозаїк, публіцист. Член НСЖУ. Народився 29 жовтня 1947 року в селі Михалкове Сокирянського району. Закінчив філфак Чернівецького держуніверситету, ВПШ при ЦК КП України. Працював у Сокирянській райгазеті "Дністрові зорі", обласній - "Молодий буковинець", головним редактором Чернівецького обласного радіо. Нині літературний редактор газети "Буковинське віче".
- Будняк Галина Антонівна - поетеса, публіцист, нарисовець. Член НСЖУ. Народилася 6 серпня 1952 року в селі Филинці Любарського району Житомирської області. Закінчила Одеський технікум харчової промисловості, факультет журналістики Київського університету ім. Т. Г.Шевченка. Працювала в Сокирянах на хлібзаводі, інженером-конструктором філіалу Коломенського тепловозобудівного заводу, кореспондентом, відповідальним секретарем Сокирянської райгазети "Дністрові зорі".
- Бурдейна Пелагія Леонтіївна — ткаля-килимарниця, вишивальниця. Майстер народної творчості. Народилася в селі Романківці Сокирянського району. Її роботи експонувалися на виставках у Чернівцях, Києві, Москві. П. Л. Бурдейна (1898-1983) нагороджена медаллю "За доблесну працю).[2]
- Бурлака Василь Михайлович — інженер-будівельник, громадсько-політичний діяч, один з організаторів громадсько-політичного об'єднання "Буковина". Народився 5 березня 1959 р. у селі Ломачинці Сокирянського району. Закінчив Чернівецький житлово-комунальний технікум, Український інститут інженерів водного господарства (м. Рівне). З 2000 р. працював заступником голови Чернівецької облдержадміністрації, згодом — заввідділу Міністерства праці і соціальної політики України, потім знову заступником голови ОДА. Почесний громадянин села Ломачинці.

## В
- Вайнштейн Шльом - оперний співак (тенор). Народився 2 лютого 1915 року в м. Сокиряни. Навчався в Ясській академії музично-драматичного мистецтва, Кишинівській консерваторії. У 1945-1947 рр. -  соліст Кишинівського оперного театру, у 1949-1953 рр. - викладач консерваторії.[3]
- Вамуш Ірина Андріївна — кавалер ордена Леніна, новотор сільськогосподарського виробництва. Народилася 10 лютого 1929 року в с. Вашківці, нині Сокирянського району. Їй присвоєно звання "Найкращий тваринник області 1977 року", "Майстер золоті руки" (1979), була примійована автомобілем "Москвич-412", нагороджена бронзовою, срібною і золотою медаллями ВДНХ, орденами Трудового Червоного Прапора (1973) та Леніна (1975).
- Вереш Василь - український художник. Нарордився 5 січня 1915 року в с. Гвіздівці, тепер Сокирянського району. Закінчив Бухарестський інсттитуту ім. Григореску.  Викладав малювання у школах м. Галац. Учасник виставок у Яссах, Плоєштах, Констанці, Галаці.[4]

## Г
- Гандзій Василь Васильович = український поет, прозаїк, краєзнавець. Член НСЖУ. Народився 28 березня 1930 року в селі Романківці, тепер Сокирянського району. Закінчив Хотинський сільськогосподарський технікум, історичний факультет Ченівецького держуніверситету. Працював агрономом, директором хлібоприймального підприємства. З кінця 60-х років член літературно-мистецького об'єднання «Польова веселка» при Сокирянській райгазеті «Дністрові зорі». Автор збірок «Думка сивого жита», «На перехресті літ», «Далеке і близьке», історико-краєзначного нарису «Моє село крізь століття, епохи і роки». Ряд його віршів покладено на музику.
- Гафінчук Валентина Іванівна- журналіст, педагог, громадський діяч. Член НСЖУ. Народилася 16 березня 1953 року в селі Гвіздівці Сокирянського району. В 1974 р. закінчила філологічний факультет Бельцкого педінституту в Республіці Молдова. Працювала учителем, секретарем Сокирянського райкому ЛКСМУ. З 1978 р. на творчій роботі в редакції Сокирянської районної газети «Дністрові зорі»: кореспондент, редактор районного радіомовлення, завідувач відділу, з 1999 р. -заступник редактора, з 2007 — редактор. Обиралась депутатом Сокирянської міської ради. Автор-упорядник книги "Світять «Дністрові зорі»(2009).[5]
- Гафінчук (Медведенко) Галина Іванівна — телережисер. Народилася 9 вересня 1960 року в селі Сербичани Сокирянського району. В 1985 р. закінчила Київський державний інститут культури ім. О. Є. Корнійчука, в 1991 — Всесоюзний інститут підвищення кваліфікації працівників телебачення і радіомовлення. З 1985 р. працювала на Київській кіностудії ім. О. Довженка, з 1987 р. — в Чернівецькій облдержтелерадіокомпанії: асистентом режисера, режисером програмної служби, режисером редакції інформаційно-аналітичних та художніх програм. Учасник багатьох міжнародних та всеукраїнських конкурсів: «Калинові острови», «Перемогли разом», «Агросвіт» де посідала перші міста та здобула «Гран-прі» у конкурсі «Агросвіт-2004», у 2006 р. теж «Гран-прі» за передачу «Аннина гора».
- Глубоченко Григорій Іванович — український лікар, учасник ВВв. Народився на Миколаївщині. Закінчив Одеський медінститут. З 1949 р. — завідувач терапевтичним відділенням Романковецької лікарні Сокирянського району. У 1959—1991 рр. — головний лікар цієї установи. Обирався депутатом Романковецької сільської і Сокирянської районної рад. Нагороджений орденом Леніна (1972).
- Голяк-Костишина Надія Олексіївна- новатор сільськогосподарського виробництва, громадський діяч. Народилася 8 серпня 1941 року в с. Вашківці Сокирянського району. Обиралася депутатом сільської і районної рад, головою Вашковецької сільської ради. Нагороджена залотою медаллю і дипломом учасника ВДНХ, орденом Леніна (1966).
- Гонца Анатолій Олександрович — кандидат медичних наук, доцент Буковинського державного медичного університету. Заслужений лікар України. Головний лікар Чернівецького обласного онкодиспансеру. Народився 3 серпня 1950 року в селі Ломачинці. Закінчив Чернівецький медичний інститут.
- Горлей Петро Миколайович — доктор фізико-математичних наук, професор. Народився 8 липня 1945 року у м. Сокиряни. Закінчив фізико-математичний факультет Чернівецького державного університету, аспірантуру в Інституті фізики АН УРСР. У 1976 р. захистив кандидатську, у 1992 р. — докторську дисертації. Працював доцентом, професором, завідувачем кафедри електроніки та енергетики ЧНУ. Автор більше 200 наукових праць. Був керівником 13 кандидатських дисертацій.
- Гуков Яків Серафимович- доктор технічних наук, член-кореспондент УААН. Народився 8 січня 1947 року в селі Ломачинці. Закінчив факультет механізації Львівського сільськогосподарського інституту. У 1979 р. захистив кандидатську, у 1999 р. — докторську дисертацію. Працював академіком-секретарем в Українській аграрній академії нау, Директором Національного наукового центру «Інститут механізації та електрифікації сільського господарства». Помер 17.11.2012 р.
- Гусар Юхим Семенович — журналіст, літератор, краєзнавець. Лауреат літературно-мистецьких премій ім. Івана Бажанського, ім. Григорія Шабашкевича, ім. Сидора Воробкевича, ім. Олекси Романця. Почесний громадянин с. Ломачинці.

## Д
- Давиденко Ігор Святославович - завідувач кафедри патоморфології та судової медицини Буковинського державного медичного університету. Народився 12 грудня 1964 роу в м. Сокиряни. Закінчив Чернівецький медичний інститут (1988) та інтернатуру на базі Сумського обласного паталогоанатомічного бюро при Харківськом державному медінституті. Кандидат медичних наук (1966), доцент (2001), доктор медичних наук (2006), професор (2007). Автор 230 наукових праць.
- Добровольський Віктор Васильович - медик-військовик. Народився 11 січня 1958 року в селі Сербичани Сокирянського району. Закінчив Чернівецький медичний інститут. У Збройних Силах СРСР з 5 серпня 1979 року, в Афганістані - з липня 1982 р. Лейтенант Віктор Добровольський,  начальник медичної служби полку, 27 липня 1983 р. був важко поранений у бою. Помер у госпіталі 31.07.1983 р. Нагороджений орденом Червоної Зірки (посмертно). Похований у смт Окниця, Молдова.

## З
- Заришняк Анатолій Семенович - доктор сільськогосподарських наук, професор, академік НААН. Народився 25 грудня 1955 року в с. Коболчин. У 1977 р. вступив на факультет агрохімії і ґрунтознавства Української сільськогосподарської академії. Був інженером-аналітиком, аспірантом молодшим і старшим науковим співробітником, докторантом, академіком-секретарем, з 2011 - головний вчений-секретар НААН.

## Є
- Єрченко Раїса Андріївна - заслужений вчитель України (1982). Народилася 27 грудня 1935 року на Донеччині. Закінчила Харківське педагогічне училище, навчалася на історичному факультеті Чернівецького держуніверситету. Впродовж 1965-1992 рр. - завідувачка дитсадка "Веселка" у м. Сокиряни. У 1983 р. її портрет було занесено на Дошку Пошани Міносвіти України.[6]

## Ж
- Жук Георгій Федорович - заслужений енергетик України. Народився 15 лютого 1935 р. в с. Олексіївка Сокирянського району. Закінчив Кам'янець-Подільський індустріальний технікум. Працював на взуттєвій фабриці у Чернівцях, радіотехніком, електромонтером, контролером, начальником відділу енергозбуту, впродовж 1972-1996 рр. - начальноком району електромереж у Сокирянах.

## З
- Зубенко Галина Андріївна -заслужений вчитель України (1978). Народилася 3 квітня 1926 року на Сумщині. Закінчила Охтирське педагогічне училище і була направлена на роботу в с. Гвіздівці Сокирянського району, де працювала 10 років. З 1956 року і до виходу на пенсію була вчителем початкових класів Сокирянської СШ № 1.

## К
- Кучерявий Олег Петрович. Народився у 1962 р. на Луганщині в сім'ї вихідця з с. Гвіздівці Сокирянського району. Проживав в м. Первомайську Луганської обл., згодом в різних містах Молдови. Підполковник міліції у відставці. З 2001 року - правозахисник, адвокат, краєзнавець, письменник. Автор численних юридичних публікацій, а також історичних, краєзнавих і етнографічних публікацій, які здебільшого стосуються Сокирянщини. Організатор створення сайтів "Гвіздівці" [Архівовано 18 квітня 2021 у Wayback Machine.] та "Сокирянщина" [Архівовано 1 березня 2021 у Wayback Machine.]. Проживає у м. Новодністровську Чернівецької області.

## Л
- Лісогор Катерина Іванівна - заслужений вчитель України (1967). Народилая 26 жовтня 1920 року на Чернігівщині. Закінчила Чернігівський вчительський інститут. За направленням з 1944 року працювала вчителем, заступником директора школи у селі Гвіздівці Сокирянського району. З 1951 року у Сокирянах: завметодкабінетом райвно, вчитель СШ № 1. Нагороджена знаком "Відмінник освіти України", орденом Леніна (1969). Померла у 2006 році.

## М
- Мазур Іван Семенович - Гончар. Народний майстер по кераміці. Народився 6 листопада 1928 року в селі Коболчин Сокирянського району. Працював при Художньому фонді Молдавської РСР. Був неодноразовим учасником виставок в Італії, Франції, Чехословаччині... Нагороджений Дипломом секретаріату Спілки художників СРСР за участь у Всесоюзній виставці-конкурсі творів прикладного мистецтва до 100-річчя В. І.Леніна.Чорний О.[7]
- Мандзяк Олексій Степанович (нар. 1973, с. Ломачинці Сокирянський район Чернівецька область) — український дослідник у галузі історії та етнографії традиційних бойових мистецтв народів світу і духовних практик слов'янських народів. Автор наукових та науково-популярних книг і статей присвячених історичному краєзнавству населених пунктів Сокирянщини, що у Чернівецькій області України.
- Мартинюк Володимир Семенович - агроном. Поет. Народився 14 січня 1938 року в селі Волошкове. Закінчив Кам'янець-Подільський сільгоспінститут. Працював садоводом, агрономом у колгоспі "Нове життя" і райсільгосптехніці, головою колгоспу "800-річчя Москви" в с. Грубна. Був членом літературно-мистецького об'єднання "Польова веселка". Автор поетичної збірки "Мамине серце" (1993).[8]
- Мар'янин Володимир Григорович - журналіст, письменник-сатирик, драматург. Член Спілки журналістів СРСР. Народився 6 січня 1940 р. ув с.і Велика Слобода на Хмельниччині. Закінчив Ком'янець-Подільське медучилище, факультет журналістики  Львівського держуніверситету. Працював кореспондентом райгазети, редактором радіо у Сокирянах, редактором Путильської райгазети, заступником редактора Сокирянської газети "Дністрові зорі", редактором "Молодого буковинця". Автор ряду збірок, п'єси "Ілько"...
- Мафтуляк Михайло Васильович - заслужений працівник культури України (1985). Композитор, хоровий диригент, педагог, член національної Всеукраїнської спілки композиторів України та Асоціації хорових диригентів. Народився 4 вересня 1934 року в селі Гвіздівці, тепер Дністровського району. Закінчив Чернівецьке музичне училище, Івано-Франківський педінститут ім. В. Стефаника. Працював завклубом, художнім керівником районного Будинку культури, завідувачем районного відділу культури, з 1965 р. - директор Сокирянської дитячої музичної школи. Написав понад 100 пісень, які увійшли до збірників: "Допоки музика звучить", "Першоцвіти", "Лунає музика землі..." {{Лауреат Літераутуно-мистецької премії ім. С. Воробкевича]]. Про композитора у серії "Золоті імена Буковини" вийшла книга Юхима Гусара "Роями линуть мелодій звуки" (2009).[9]

- Мельник Василь Гаврилович український прозаїк-гуморист, драматург. Народився 8 травня 1937 року в с. Куча Новоцшицького району на Поділлі. Освіта вища: закінчив Москавський інститут харчової промисловості та літературний інститут ім. М. Горького. Працював на Сокирянщині директором Романковецького плодоконсервного заводу, був членом літературно-мистецького об'єднання "Польова веселка" при Сокирянській райгазеті "Дністрові зорі". Автор 3-х десятків книг для дітей і дорослих. Нагороджений медаллями: "Ветеран праці", "Антон Макаренко", "На слав Чернівців". Дипломант і лауреат Всеукраїнськи та Міжнародних конкурсів.
- Микитюк Олег Михайлович - український музикант, педагог. Народився 2 квітня 1981 року в м. Сокиряни. Закінчив Чернівецьке училище мистецтв ім. С. Воробкеівича, національну музичну академії України імені П. І. Чайковського. лауреат багатьох Всеукраїнських і міжнародних конкурсів. Виступє зконцертами й за кордоном: Гамбург, Любек (Німеччина), Алесандрія, П'яченца, Брешія, Верона, Балонн'я (1талія)...
- Морошан Тамара Володимирівна - українська поетеса, журналіст. Член НСЖУ. Народилася 1 лютого 1953 року в с. Михальча Сторожинецького району. Закінчила філологічний факультет Чернівецького держуніверситету. Працювала у школі, кореспондентом-організатором Сокирянського райоггого радіо, редагувала газету Дністробуду у м. Новодністровську. Нині проживає в Португалії, працює в російсько-українській-португальські газеті "Слово". Автор поетичних збірок: "Чебреці землі", "Настроение", "Я прийшла в цей світ любити"...

## Н
- Нагірняк Іван Семенович- прозаїк,поет,драмтург,публіцист. Член Національних спілок журналістів і письменників. Народився 25 березня 1949 року в с. Ломачинці Сокирянського району. Закінчив факультет журналістики Львівського держуніверситету ім. І. Франка. Працював у райгазетах У Сокирянах,Глибокій, обласнихвиданнях "Молодий буковинець", "буковина", "Буковинське віче". Автор більше 20-ти книг. Лауреат премій імені С. Воробкевича, М. Чабанівського, Г. Шабащкевича. Почесний громадянин рідногосела Ломачинці та міста Новодністровськ.
- Нагірняк Євгенія Семенівна - педагог, майстер народної творчості. Відмінник освіти України, лауреат премії імені Омеляна Поповича. Народилась 6 січня 1950 року в с. Ломачинці Сокирянськогорайону. Закінчила філологічний факультет Чернівецького держуніверситету. Працювала у Білоусівці, Сокирянах, Карапчівській спецшколі-інтернаті, Ломачинцях, Новодністровському будинку народної творчості. Співавтор книги Оповідань "Таїнство світлого празника" (Чернівці:Букрек, 2012. - ISBN 978-966-399-439-0).
- Нагірняк Леонід Іванович- художник декоративно-прикладного мистецтва, Член Національної спілки майстрів народного мистецтва України. Заслужений майстер народної творчості України. Викладач Київського державного інституту декоративно-прикладного мистецтва і дизайну ім. М. Бойчука. Народився 27 листопада 1975 р. у сім'ї журналіста-літератора Івана Семеновича та педагога, майстра народної творчості Євгенії Сеенфіни Нагірняків, родовід яких з села Ломачинці Сокирянського району. Постійний учасник багатьох виставок.

## О
- Ожеван Микола Андрійович — лікар. Філософ. Доктор Філософських наук. Публіцист. Громадсько-політичний діяч. Народився 11 жовтня 1947 року в с. Ломачинці Сокирянського району. Закінчив Чернівецький медичний інститут (1971), аспірантуру (1978) на кафедрі філософії    природничих факультетів  і докторантуру (1991) Київського держуніверситету ім. Т. Г. Шевченка. Завідував кафедрами Чернівецького медінституту. З 1997 р.- у Києві: професор інституту державного управління та права при Київському національному уніерситеті культури і мистецтв, професор кафедри політології національного університету "Києво-Могилянська академія".
- Осіюк Володимир Олександрович - доктор геолого-мінерологічних наук, старший науковий співробітник Московського державного університету. Народився 18 січня 1958 року у м. Сокиряни. Закінчив географічний факультет Тираспольського (нині Придністровського) держуніверситету ім. Т. Г. Шевченка, аспірантуру (1985) і докторантуру (1994) геологічного факультету Московського держуніверситету ім. М. В. Ломоносова. Працював в експедиціях у Молдові, на Північному Кавказі, Західних Саянах, у Північній та Північно-Західній Африці.
- Очинський Іван Васильович - український і молдавський філософ, публіцист і педагог. Народився 1 квітня 1888 р. у м. Сокиряни. Впродовж 1918-1933 рр. займав різні посади в системі народної освіти в Україні та Молдові. Викладав філософію в Луганському (Україна) і Тираспольському (Молдова) педінститутах. В 1934-1955 рр. викладав у різних вузах СРСР, у 1955-1957 рр. - декан Бельцького педінституту ім. А.Руссо. Помер 1 грудня 1970 р., похований у Кишиневі.

## П
- Пішак Василь Павлович - заслужений працівник народної освіти (1992), член-кореспондент АМН України, академік АН Вищої школи України, академік Української АН, доктор медичних наук (1986), професор (1997). Лікар, біолог, учений і організатор вищої медичної освіти, громадський діяч. Народився 3 листопада 1940 р. у с. Селище Сокирянського району. У 1957 р. закінчив Чернівецьке медичне училища, у 1966 - Чернівецький медичний інститут, у 1974  р. - біологічний факультет Чернівецького держуніверситету. Пройшов шлях від асистента до ректора Буковинського державного університету. Почесний громадянин м. Чернівці.
- Попович Іван-Зіновій Михайлович - заслужений зв'язківець України (1983). Народився 26 серпня 1938 року на Львівщині. Закінчив Львівський технікум зв'язку. Працював листоношею, майстром МТС у м. Ченівці, з 1966 року - в Сокирянах: еклетромеханік, заступник начальника, з 1994 року - начальник районного вузла зв'язку.
- Поташкін Семен Ізраїльович - почесний енергетик СРСР, почесний енергетик України. Народився 25 травня 1930 р. у м. Олевськ на Житомирщині. Безпосередній куратор будівництва Дністровської ГАЕС. Його ім'я увіковічено меморіальною стелою на приміщенні Сокирянцької ЦРЛ, споруду якої визнано найкращою в Україні: "Лікарню побудовано на кошти НАК ЕКУ ВАТ "Укргіденерго" Міністерства палива та енергетики України. Голова правління Герой України С. І. Поташкін".
- Присакар Софія Федорівна - заслужений вчитель України (1991). Народилася 16 березня 1946 року в селі Мошанець Кельменецького району. Закінчила біологічний факультет Чернівецького держуніверситету. Працювала піонервожатою, директором Подвір'ївської середньої школи. З 1986 року - 9 років очолювала Сокирянський районний відділ народної освіти. Відмінник народної освіти України. Обиралася депутатом районної ради.

## Р
- Ротар Василь Якович (9.03.1921-26.06.1988) - голова колгоспу "Ленінський шлях" (попередня назва - колгосп ім. С.С. Хрущова) с. Коболчин Сокирянського району Чернівецької області, Герой Соціалістичної праці.
- Ротар Іван Васильович - кандидат історичних наук (1972), вчений секретар Буковинського фінансово-економічного університету. Народився у м. Сокиряни 14 березня 1937 року. Закінчив Сокирянську СШ № 1, Чернівецький державний університет. Працював помічником першого серетаря Чернівецького обкому Компартії України.
- Руснак Петро Павлович — доктор економічних наук, професор, завідувач кафедри економіки АПК Київського національного аграрного університету, член-кореспондент УААН, академік Української екологічної академії. Закінчив Сокирянську СШ № 1.

## С
- Сорокман Таміла Василівна — професор, завідувач кафедри педіатрії та медичної генетики Буковинського державного медичного університету. Народилася 24 вересня 1958 року в селі Непоротове Сокирянського району. Закінчила Чернівецький медичний інститут (1985) та аспірантуру при кафедрі дитячих хвороб № 2 Запорізького медичного інституту. Кандидат медичних наук (1992), доцент (1998), доктор (2000), професор (2001). Автор понад 350 наукових праць.
- Семерня Олесь — український художник, працював в основному у Україні та Молдові, один із найяскравіших представників наївного українського малярства кінця XX століття - початку XXI століття, автор понад 600 картин.

## Т
- Ткачук Світлана Сергіївна - доктор медичних наук, завкафедри фізіології Буковинського державного медичного університету. Народилася 14 січня 1952 року в селі Селище Сокирянського району. Закінчила Чернівецький медінститут (1975) та аспірантуру при кафедрі нормальної фізіології (1982). Кандидат медичних наук (1984), доцент (1994), доктор (2000), професор (2002).

## Ю
- Юзефович (Лапчинська) Надія Василівна — педагог, українська поетеса. Народилася 5 листопада 1928 року в селі Оленівка на Вінниччині. Закінчила природничо-географічний факультет Чернівецького учительського інституту. Педагогічну діяльність розпочала в школі села Михалкове Сокирянського району. Згодом працювала у Сокирянській СШ № 1, Чернівецькому інституті підвищення кваліфікації учителів. Автор збірок: "На струнах душі" (2002), "З життя рядки свої черпаю" (2011)[10].

## Я
- Ярова Валентина Борисівна - художниця, педагог. Народилася 15 липня 1963 року у м. Сокиряни. Закінчила Гринівське училище прикладного мистецтва на Хмельниччині та Кам'янець-Подільський університет. Працювала художником-оформлювачем Сокирянської центральної районної бібліотеки, викладачем, директором Сокирянської художньої школи. Співавтор (разом з Іваном Нагірняком і Єгенію Нагірняк) книги для дітей "Таїнство світлого празника" (2012).
- Яровий Михайло Миколайович - педагог, журналіст. Член НСЖУ. Народився 8 грудня 1941 р. в м. Сокиряни. У 1969 р. закінчив філфак Чернівецького держуніверситету. Вчителював у Сокирянах, с. Драчинці Кіцманського району. З 1970  р. працює у редакції Кіцманської райгазети "Вільне життя". Автор книги "Благословенна Богом Кіцманщина". Переможець творчих конкурсів газети "Молодь України" (1978), регіонального Фонду Держмайна (1995)...Нагороджений Почесною грамотою Кабміну України (2004).[11]
- Ярощук Віктор Володимирович — почесний громадянин Сокирянського району. Господарник, громадсько-політичний діяч, літератор. Народився 1 червня 1939 року в селі Волківці Теофіпольського району. Закінчив сільгоспакадемію і Вищу партійну школу. Працював головою Сокирянської районної ради. Автор поетичної збірки "Благословенна матір'ю дорога" (2009)і книги сатири та гумору "Оповідки селезня" ( 2011).

## Кавалери ордена Леніна
Орден Леніна — найвища нагорода СРСР. Установлений Постановою Президії ЦВК СРСР від 6 квітня 1930 року. Орденом № 1 23 травня 1930 року була нагороджена газета «Комсомольская правда».
- Антонік Микола Пантелейович — (*1922, Житомирщина -+1993, с. Сербичани Сокирянського району Чернівецької області) — учасник Великої Вітчизняної війни, учасник параду радянських військ 24 червня 1945 року в Москві на Красній площі, голова колгоспу ім. Леніна в с. Сербичани.
- Бельський Костянтин Францович — (*1924, с. Требісауци, нині Республіка Молдова -+1977, с. Романківці Сокирянського району) — комбайнер, новатор сільськогосподарського виробництва, Герой Соціалістичної Праці.
- Боднар Іван Микитович — (*1931, с. Селище, нині Сокирянського району -+2001, там само) — механізатор, бригадир тракторної бригади, голова профспілкового комітету колгоспу імені Жовтневої революції, заступник директора радгоспу.
- Вамуш Ірина Андріївна — (*10.02.1929, с. Вашківці, нині Сокирянського району) — новатор сільськогосподарського виробництва. «Найкращий тваринник області 1977 року», «Майстер золоті руки» (1979). Нагороджена орденами Трудового Червоного Прапора(1973)та Леніна (1975).
- Глубоченко Григорій Іванович — (*13.10.1915 -+04.10.1993) — український лікар. Учасник Великої Вітчизняної війни. Головний лікар Романковецької дільничної лікарні. Нагороджений орденом Леніна (1972).
- Голяк-Костишина Надія Олексіївна — (*08.08.1941, с. Вашківці Сокирянського району) — ланкова молодіжного колективу у рільництві колгоспу «Маяк». Депутат сільської і районної Рад. Працювала головою сільської ради. Нагороджена золотою медаллю та дипломом ВДНХ, орденом Леніна (1966).
- Гончар Марія Мусіївна — (*11.02.1937, с. Коболчин, нині Сокирянського району -+28.02.1996)- доярка колгоспу «Ленінський шлях». Обиралася депутатом районної Ради. Орден Леніна (1960).
- Горбань Петро Мартинович — перший секретар Сокирянського райкому Компартії України з 1957 року. Орден Леніна (1958).
- Гросул Василь Іванович — (*07.01.1922 -+ невід.) — тракторист, бригадир тракторної бригади колгоспу «Маяк», з 1955 року — комбайнер. Нагороджений дипломом і золотою медаллю ВДНХ, орденами Трудового Червоного Прапора (1975) і Леніна (1976).
- Дроздов Анатолій Іларіонович — (*1924, Хмельниччина — 2008)- учасник Великої Вітчизняної війни, господарський і громадсько-політичний діяч. Очолював трудові колективи колгоспів у селах Білоусівка, Вашківці, Коболчин Сокирянського району, був головою Сокирянського райвиконкому, начальником районного управління сільського господарства. Нагороджений медаллями: «За перемогу над Німеччиною у Великій Вітчизняній війні 1941–1945 рр.», «Двадцять років перемоги у Великій Вітчизняній війні 1941–1945 рр.»; орденами: «Знак Пошани» (1965), Трудового Червоного Прапора (1979), Леніна (1958).
- Дубчак Афанасій Іванович — (*1914, с. Василівка, нині Сокирянського району -+1987) — учасник Великої Вітчизняної війни, новатор сільськогосподарського виробництва. За високі урожаї тютюну був учасником ВДНХ у Москві. Орден Леніна (1958).
- Заришняк Іван Никифорович — (*03.01.1929, с. Коболчин, нині Сокирянського району -+26.01.2010) — служив у Радянській Армії, сорок років попрацював на посаді бригадира рільничої бригади колгоспу «Ленінський шлях». Нагороджений медаллю «За трудову доблесть» (1958). Орден Леніна (1966).
- Заришняк Яків Петрович — (*20.12.1923, с. Коболчин, нині Сокирянського району -+17.11.1998) — учасник Великої Вітчизняної війни, працював бригадиром тракторної бригади колгоспу «Ленінський шлях». Обирався депутатом сільської і районної Рад. Орден Леніна (1972).
- Кирилюк Василь Григорович — (*10.06.1905,с. Сокиряни, нині м. Сокиряни Чернівецької області -+невід.) — учасник Великої Вітчизняної війни. У 1954 р. обраний головою колгоспу ім. Шевченка. Орден Леніна (1958).
- Кір'яровська Лідія Петрівна — (*07.11.1900, Черкащина — 02.08.1972, м. Сокиряни) — український педагог. Працювала у Донецьку, Молдавії, у школах м. Сокиряни Чернівецької області. Ордени: Трудового Червоного Прапора (1949), Леніна (1953).
- Кушнір Володимир Григорович — (*20.11.1922, с. Сокиряни, нині м. Сокиряни -+05.10.1979)- організатор і керівник сільськогосподарського виробництва. Працював головоюколгоспу «Україна», бригадиром садової бригади колгоспу ім. Шевченка за його участю було закладено «Сад дружби» за участю представників різних республік СРСР.У 1960 р.був обраний депутатом Верховної Ради Української РСР. Ордени: Леніна (1973), Трудового Червоного Прапора, Жовтневої Революції.
- Лисай Ганна Василівна - (*1938, с. Вашківці, нині Сокирянського району) — доярка колгоспу «Маяк». Удостоєна звання «Майстер золоті руки». Нагороджена двома срібними і золотою медаллями ВДНХ, медаллю «За доблесний труд», орденами Трудового Червоного Прапора і Леніна (1973).
- Лісогор Катерина Іванівна -(*26.10.1920, Чернігівщина -+2006, м. Сокиряни) — «Відмінник народної освіти» (1963), Заслужений учитель УРСР (1967). Нагороджена Грамотою Президії Верховної Ради УРСР (1965). Орден "Леніна (1969). У 1989 році присвоєно звання «Почесний житель м. Сокиряни».
- Мамавко Оксана Іллівна — (*18.08.1932, с. Коболчин, нині Сокирянського району) — новатор сільськогосподарського виробництва, майже 40 років працювала на фермі колгоспу «Ленінський шлях». Орден Леніна (1971).
- Мельник Микола Васильович — (*01.07.1929, с. Романківці, нині Сокирянського району -+26.11.1991) — ветфельдшер, секретар партійної організації, голова колгоспу ім. ХХ партз'їзду, директор комплексу з відгодівлі ВРХ. Медаль «За трудову відзнаку» (1970), орден Леніна (1971).
- Натрасенюк Василь Прокопович — (*28.01.1927, с. Лівинці, тепер Кельменецькогорайону Чернівецької області -+15.09.1997) — господарник, громадсько-політичний діяч. Майже 30 років очолював колгосп «Нове життя» в с. Волошкове Сокирянського району. Обирався дупутатом сільської і районної рад. Орден Леніна (1975).
- Олійник Агафія Андронівна — (*03.05.1932, с. Коболчин, нині Сокирянського району) -працювала дояркою колгоспу «Ленінський шлях». Орден Леніна (1966).
- Олійник Іван Федорович — (*19.03.1931, с. Сербичани, нині Сокирянського району) — тракторит колгоспу ім. Леніна. Двічі був учасником Виставки досягнень народного господарства у Києві. Ордени: Трудового Червоного Прапора (1967), Леніна (1968).
- Підгорна Євдокія Артемівна — (*06.03.1934, с. Білоусівка, нині Сокирянського району -+05.11.2008) — новатор сільськогосподарськоговиробництва, доярка колгоспу «Росія». По 4 скликання була депутатом сільської і раонної Рад. Ордени Трудового Червоного Прапора і Леніна (966).
- Пленгей Олесій Федорович — (*1929, с. Сербичани, нині Сокирянського району -+2009) — багаторічний керівник тракторної бригади колгоспу ім. Леніна. Ордени: Трудового Червоного Прапора (1966), Леніна (1972), ЖовтневоїРеволюції (1978).
- Погребняк Ольга Юхимівна — (*1910,с. Сокиряни, нині м. Сокиряни Чернівецькоїобласті -+невід.) — новатор сільськогосподарського виробництва. «Найкраща доярка області». у 1955 р. була учасником ВДНХ у Москві. Ордени: Трудового Червоного Прапора та Леніна (1958).
- Ротар Василь Якович — (*09.03.1921, с. Коболчин, нині Сокирянського району -+26.06.1988) — Учасник Великої Вітчизняної війни, Герой Соціалістичної Праці (1966). Багаторічний голова колгоспу «Ленінський шлях». Нагороджений двома орденами Леніна.
- Руснак Катерина Олексіївна — (*1937, с. Романківці, нині Сокирянського району) — новатор сільськогосподарського виробництва, доярка колгоспу ім. ХХ партз'їзду. У 1970 р. — учасниця ВДНХ у Москві. Нагороджена медаллю «За трудову відзнаку», орденами: «Знак Пошани» (1978, Трудового Червоного Прапора (1977), Леніна (1979).
- Сандуляк Семен Григорович — (*25.11.1927,с. Михалкове, нині Сокирянського району) — новатор сільськогосподарського виробництва. Понад 40 років з 1952 по 1993 рік був бригадиром садово-овочевої бригади колгоспу «Україна». Ордени: Жовтневої Революції (1971), Леніна (1977).
- Тудель Іван Іванович — (*02.06.1914, с. Талалаївка на Чернігівщині -+14.01.1996) — український господарник, громадсько-політичний діяч. Працював директором Сокирянської машинно-тракторної станції, головою Сокирянського райвиконкому, керівником профспілки працівників сільського господарства району, директором інкубаторної станції. Нагороджений срібною медаллю ВДНХ СРСР, медалями: «За освоєння цілинних земель», «За доблесну працю у Великій Вітчизняній війні 1941–1945 рр.». Орден Леніна (1958).
- Урсул Любов Василівна — (*1942, с. Романківці Сокирянського району)- Заслужений працівник сільського господарства України. Доярка колгоспу ім. ХХ партз'їзду. Ордени: «Знак Пошни», Трудового Червоного Прапора (1976).
- Щербань Ольга Павлівна — (*28.12.1935, с. Волошкове, нині Сокирянського району -+04.01.1995) — новатор сільськогосподарського виробництва. Доярка колгоспу «Новежиття». Ордени: Трудового Червоного Прапора і Леніна.
- Яковина Ольга Прокопівна — (*19.05.1927, с. Коболчин, нині Сокирянського району -+18.08.2002) — новатор сільськогосподарського виробництва. Працювала дояркою, овочівником у городній бригаді колгоспу «Ленінський шлях». Орден Леніна (1957).